# Besouros Verdez
Besouros Verdez é uma banda formada em dezembro de 2004. A banda de rock colocou os pés na estrada para agora, em 2010, levantar vôo. Gabriel Grecco (vocal), Leandro Bronze (guitarra e vocal), Alexandre Peruca(baixo) e Eduardo Magliano (bateria, vocal) com idades entre 24 e 29 anos, buscam inspirações no punk e no hard rock, sem perder o vigor dos ritmos contemporâneos.
Em 2008 lançou o seu primeiro CD, com 11 faixas escritas e arranjadas pela própria banda. A repercussão deste CD gerou a simpatia da imprensa, registrada em programas de TV como MULTISHOW (Entrevista no TRIBOS e 0KM). Em 2010, faz a sua segunda tiragem de 2000 cópias enquanto prepara o próximo lançamento.
Antenados com a música internacional, elaboram riffs e solos que já esquentaram as baladas mais disputadas das noites cariocas e paulistanas com um estilo ousado, irreverente e absolutamente original. 
Vencedora do Festival Rock na Net, organizado pelo Governo de São Paulo, a frente de 560 bandas inscritas em todo o território nacional, conquistou o público na EM&T e continua abrindo novos espaços. Em Abril/2010, foi a única banda do Estado do Rio de Janeiro selecionada por júri especializado e votação on line para participar do Golfest Festival organizado pela Volkswagen para comemoração dos 30 anos de lançamento do carro Gol - com a banda Titãs e Arnaldo Antunes.
Segundo o crítico e produtor musical Ezequiel Neves (Barão Vermelho, Cássia Eller, Ângela Ro Rô, entre outros) “a Besouros Verdez faz um rock sacana, sem frescura, a verdadeira alma roquenrou ,como não via no cenário há muitos anos...”.

## Discografia
- Besouros Verdez (2008)